# بوریس واله
بوریس واله (انگلیسی: Boris Vallée؛ زادهٔ ۳ ژوئن ۱۹۹۳) دوچرخه‌سوار اهل بلژیک است.
از باشگاه‌هایی که در آن بازی کرده‌است می‌توان به تیم لوتو–سودال، تیم دوچرخه‌سواری فورتونئو–اسکارو، و وانتی–گروپ گوبر اشاره کرد.